# 费子智
查尔斯·帕特里克·菲茨杰拉德（英語：Charles Patrick Fitzgerald，1902年3月5日—1992年4月13日），汉名费子智，英国历史学家、作家，他是一位东亚研究教授，尤其专注于中国，学术生涯主要在澳大利亚进行。费子智在1923年至1950年间先后在中国生活和工作了约20年。

## 生平
费子智出生于英国伦敦。他的父母是来自开普殖民地的移民汉斯·索尔，母亲是爱尔兰出生的塞西尔·约瑟芬（Cecile Josephine）。费子智毕业于英国布里斯托尔的克利夫顿公学，虽然通过了牛津大学的入学考试，但因无法负担学费而未能入学，只好进入一家银行工作。
1917年，费子智在《泰晤士报》上读到两篇莫理循撰写的张勋复辟相关报道，由此对中国历史和文化产生了浓厚兴趣，并决心前往中国。1923年，费子智乘船独身前往上海，在京奉铁路担任仓库管理员，1925年底到武汉为一家美国的香肠公司工作。1927年8月回国后，费子智用两年的时间在伦敦大学亚非学院学习中文，并获得文凭。1930年12月，他再次前往中国，从越南进入云南和贵州，然后从重庆沿长江而下，到达南京，再北上北京。1931年秋，到陕西、山西、河南等省考察。1935年，他获得了利弗休姆奖学金（Leverhulme Fellowship），并从次年秋天至1939年，到滇西地区从事社会人类学研究，出版了白族研究著作《五华楼：关于云南大理民家的研究》。第二次世界大战期间，费子智返回英国，为政府提供有关中国事务的建议，并在布莱切利园的情报基地工作。1946年至1950年，他在中国为英国文化协会工作。
1950年初，费子智受到前澳大利亚驻华公使、澳大利亚国立大学副校长高伯兰的邀请前往澳大利亚巡回演讲，随后又应邀到澳洲国立大学任教。1954年，担任新设立的远东历史系的首任教授兼系主任，不久又担任澳洲国立大学太平洋研究院院长。费子智曾于1956年和1958年再次到访中国。1967年退休后，担任太平洋研究院客座教授。1968年，获澳洲国立大学荣誉文学博士学位，他是澳洲人文学院创始院士（1969年）和澳洲社会科学院院士（1953年）。1992年，费子智在澳大利亚悉尼坎珀当去世。

## 著作
费子智最著名的著作为《中国文化简史》（China: A Short Cultural History，1935），曾多次重印和修订。他还撰写了许多其他书籍和文章，包括：
- 《天之子李世民：唐王朝的奠基者》（Son of Heaven: A Biography of Li Shih-Min, Founder of the T'ang Dynasty，1933）
  - 中文译本：社会科学文献出版社，2022，ISBN 978-7-5201-8927-9
- 《五华楼：关于云南大理民家的研究》（The Tower of Five Glories: A Study of the Min Chia of Ta Li, Yunnan，1940）
  - 中文译本：民族出版社，2006，ISBN 7-105-07476-0
- 《中国介绍》（Introducing China，1948，与George Yeh合著）
- 《中国的革命》（Revolution in China，1952）；修订版：《共产主义中国的诞生》（The Birth of Communist China，1964）
- 《暴风骤雨的中国》（Flood Tide in China，1952）
- 《关于中华帝国的发现》（Finding Out About Imperial China，1961）
- 《女皇武则天》（Empress Wu，1955）
- 《中国人对他们在世界上所处位置的看法》（The Chinese View of Their Place in the World，1964）
- 《蛮夷之床：中国座椅起源》（Barbarian Beds: The Origin of the Chair in China，1965）
- 《第三个中国：东南亚的华人团体》（The Third China: The Chinese Communities in South-East Asia，1965）
- 《东南亚政治行动中的佛教》（Buddhism in Political Action in South East Asia，1965）
- 《二十一世纪的中国》（China in the Twenty-first Century，1968）
- 《中国20年后的革命》（China's Revolution 20 Years After，1969）
- 《中国恐惧症的非理性》（The Irrationality of the Fear of China，1970）
- 《中国的共产主义：革命如何变成红色》（Communism Takes China: How the Revolution Went Red，1971）
- 《中国外交政策的转向》（Changing Directions of Chinese Foreign Policy，1971）
- 《中国人往南部的扩张：南部的土地和海洋》（The Southern Expansion of the Chinese People: "Southern Fields and Southern Ocean"，1972）
- 《毛泽东与中国》（Mao Tse-Tung and China，1977）
- 《1945年后的中国与东南亚》（China and South East Asia since 1945，1973）
- 《为什么到中国：中国回忆录，1923—1950年》（Why China?: Recollections of China, 1923–1950，1985）

## 个人生活
费子智的妻子是帕梅拉·萨拉·诺利斯（Pamela Sara Knollys），他们于1941年2月15日在英格兰威尔特郡埃文河畔布拉德福德结婚，育有三女。